# Lagarteira
Lagarteira is een plaats (freguesia) in de Portugese gemeente Ansião en telt 566 inwoners (2001).